# Paul Salen
Pour les articles homonymes, voir Salen.
Paul Salen, né le 17 juin 1949 à Veauche (Loire), est un homme politique français.

## Biographie
Paul Salen est issu d'une famille d'ouvriers de six enfants d'un père djiboutien, il est le frère de Robert Salen, footballeur. Il est marié à une infirmière et est père de trois enfants. Paul Salen exerça la profession de cadre bancaire en tant que directeur de secteur au Crédit agricole, il est actuellement retraité.
Élu conseiller municipal de Veauche de 1977 à 1983, puis premier adjoint au maire de Montrond-les-Bains de 1993 à 2001. Il fut conseiller général du canton de Saint-Galmier de 1995 au 2013, vice-président du Conseil général de la Loire en 1998 (chargé de l'éducation et des sports) et premier vice-président du Conseil général de la Loire (chargé des finances, du personnel et des sports) de 2008 à 2013.
Suppléant de Jean-François Chossy, il devient député le 5 mai 2011, à la suite de la prolongation de la mission parlementaire, confiée par le Premier ministre et consacrée au handicap, de son prédécesseur.
Paul Salen se représente en juin 2012. Il est investi par l'UMP et reçoit le soutien du Parti radical, du MoDem et du Nouveau Centre. Le 17 juin 2012, il est réélu au 2e tour en battant Liliane Faure (PS).
Il se représente aux élections législatives de 2017 investi par Les Républicains et soutenu par l'UDI, il est battu au  2e tour par Julien Borowczyk (REM) qui lui succède à l'Assemblée nationale.
En octobre 2017, il est élu président du CFA Les Mouliniers à Saint-Étienne. Il en démissionne huit mois plus tard.

## Mandats

### Mandats parlementaires
- 6 mai 2011 - 19 juin 2012 : Député de la 6e circonscription de la Loire
- 20 juin 2012 - 20 juin 2017 : Député de la 7e circonscription de la Loire

### Mandats locaux
- 1977 - 1983 : Conseiller municipal de Veauche
- 1993 - 2001 : Premier adjoint au maire de Montrond-les-Bains
- 1995 - 2013 : Conseiller général du canton de Saint-Galmier
- 1998 - 2008 : Vice-président du Conseil général de la Loire
- 2008 - 2013 : Premier vice-président du Conseil général de la Loire